# Mala Plana, Smederevska Palanka
Mala Plana (izvirno srbsko Мала Плана) je naselje v Srbiji, ki upravno spada pod Občino Smederevska Palanka; slednja pa je del Podonavskega upravnega okraja.

## Demografija
V naselju živi 731 polnoletnih prebivalcev, pri čemer je njihova povprečna starost 42,8 let (40,0 pri moških in 45,7 pri ženskah). Naselje ima 256 gospodinjstev, pri čemer je povprečno število članov na gospodinjstvo 3,46.
To naselje je, glede na rezultate popisa iz leta 2002, večinoma srbsko.
|  |

| Demografija | Demografija     | Demografija     |
| Leto        | Št. prebivalcev | Št. prebivalcev |
| ----------- | --------------- | --------------- |
|             |                 |                 |
|             |                 |                 |
|             |                 |                 |
|             |                 |                 |
| 1948        | 1273            |                 |
| 1953        | 1315            |                 |
| 1961        | 1218            |                 |
| 1971        | 1095            |                 |
| 1981        | 1098            |                 |
| 1991        | 1047            | 1021            |
| 2002        | 927             | 887             |
|             |                 |                 |

| Etnična sestava po popisu iz leta 2002 | Etnična sestava po popisu iz leta 2002 | Etnična sestava po popisu iz leta 2002 | Etnična sestava po popisu iz leta 2002 | Etnična sestava po popisu iz leta 2002 |
| -------------------------------------- | -------------------------------------- | -------------------------------------- | -------------------------------------- | -------------------------------------- |
| Srbi                                   | Srbi                                   |                                        | 878                                    | 98,98%                                 |
| Črnogorci                              | Črnogorci                              |                                        | 1                                      | 0,11%                                  |
| Makedonci                              | Makedonci                              |                                        | 1                                      | 0,11%                                  |
| Neznano                                | Neznano                                |                                        | 7                                      | 0,78%                                  |